# Junioridrott

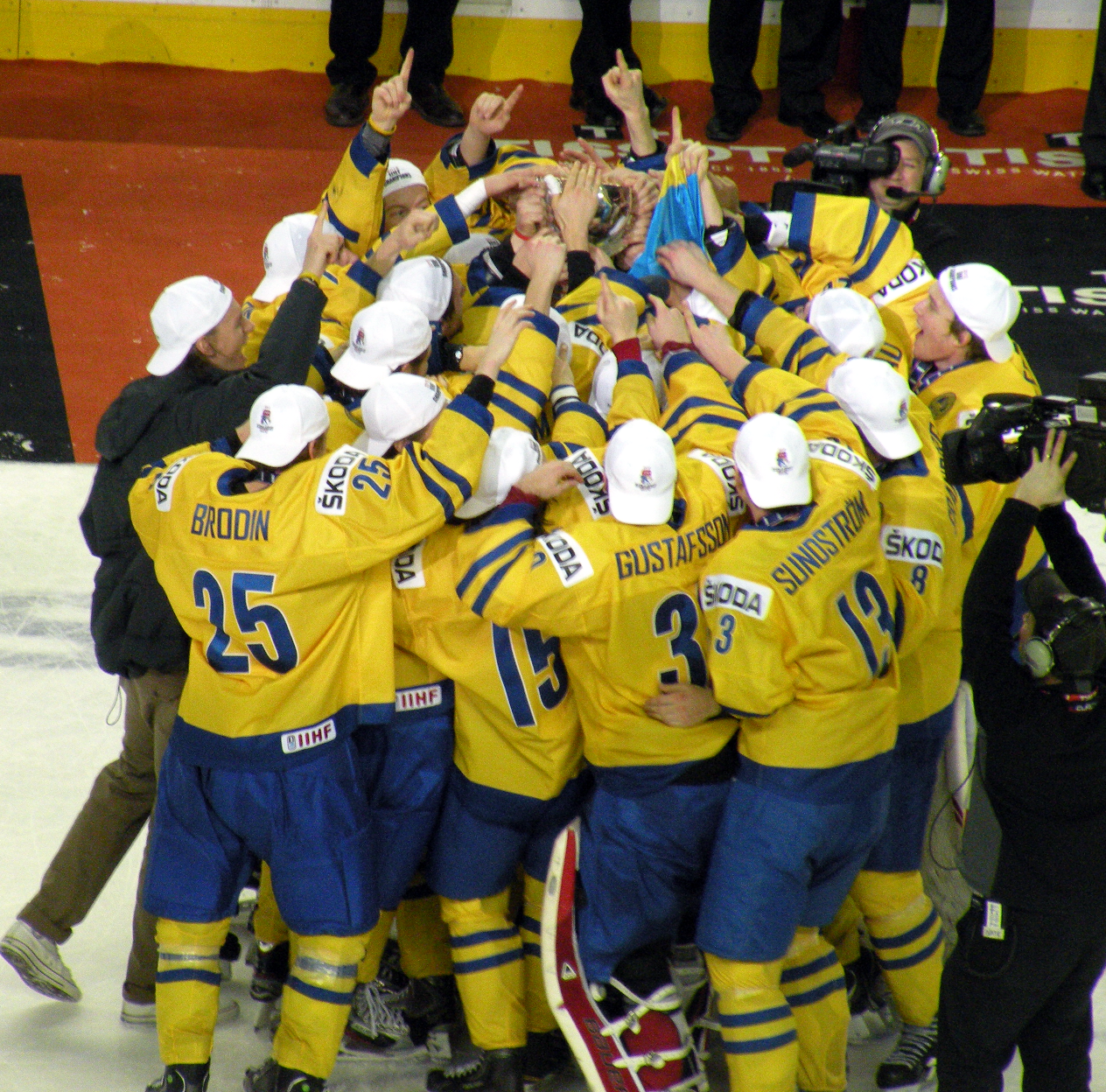
Sveriges lag firar guldet i JVM i ishockey 2012.

Begreppet junioridrott syftar på sport och idrott en åldersklass för aktiva idrottare som ännu inte uppnått en viss ålder och övergått till att bli seniorer. Juniorer är samtidigt äldre än en ungdomsutövare. I exempelvis ishockey anses en junior vara mellan 17 och 20 år.
Idrottsutbytet för juniorer står i allmänhet inte långt efter det för seniorer. I de flesta sportgrenar arrangeras numera såväl nationella och kontinentala mästerskap som världsmästerskap för juniorer. Framgångsrika juniorer tävlar ofta inom seniorklasserna, på lika villkor.
I Sverige är intresset för junioridrott oftast betydligt lägre än för senioridrott.

### Fotnoter
1. ↑  Malin Fransson (20 december 2014). ”Så blev JVM en jultradition”. Dagens nyheter. http://www.dn.se/sport/sa-blev-jvm-en-jultradition/. Läst 13 april 2016.